# Carurú
Carurú é um município colombiano localizado no departamento de Vaupés. Tem 3242 habitantes, dos quais 635 vivem na área urbana. Encontra-se a 185 m, registrando una temperatura de 28 °C. Seu território corresponde a Amazônia colombiana, caracterizado por bosques densos.

## Historia
Inicialmente, Carurú foi um corregimento, criado em 1967. Em 7 de agosto de 1993 foi elevado a categoria de município.

## Economia
Se baseia na caça, a pesca e a exploração florestal.

## Vás de comunicação
Não há acesso ao município por via terrestre, só por via aérea (desde Villavicencio e Mitú) e por via fluvial (rio Vaupés).